# Melissodes relucens
Melissodes relucens är en biart som beskrevs av Laberge 1961. Melissodes relucens ingår i släktet Melissodes och familjen långtungebin. Inga underarter finns listade i Catalogue of Life.